# رتنو

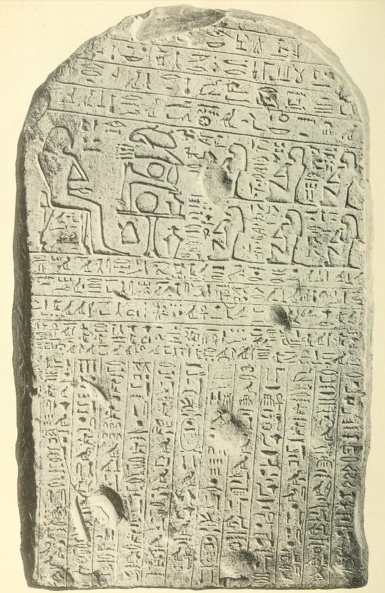
نصب للقائد المصري سبك خو عليها اسم رتنو

رتنو أو ريتنو، كان اسمًا مصريًا قديمًا لكنعان وسوريا. غطت المنطقة من صحراء النقب شمالًا إلى نهر العاصي. تغيرت حدود رتنو بمرور الوقت، لكنها كانت تتكون عمومًا من ثلاث مناطق. أقصى الجنوب كان دجي، والذي كان له نفس حدود كنعان تقريبًا. يقع لبنان في الوسط، بين البحر الأبيض المتوسط ونهر العاصي. تم تحديد شمال لبنان مملكة أمورو، أرض الأموريين.

## تاريخ رتنو
بشكل عام، العديد من الإشارات إلى رتنو تظهر في النقوش المصرية.

### الأسرة الثانية عشر
أقدم دليل على الاسم يوجد في نصب سبك خو، المؤرخة في عهد سنوسرت الثالث (حكم: 1878-1839 قبل الميلاد)، مسجلة أول حملة عسكرية مصرية معروفة في بلاد الشام وانتصارهم على الرتنو: «جلالة الملك شرع شمالاً للإطاحة بآسيويين. ووصل جلالة الملك إلى بلد أجنبي كان اسمه سيكميم (...) ثم سقط سيكم مع رتنو البائس»، حيث يُعتقد أن سيكم هو شكيم.
تم العثور على جعران باسم رتنو في أفاريس، ويرجع تاريخها أيضًا إلى الأسرة الثانية عشرة (1991-1802 قبل الميلاد).
ورد الاسم أيضًا في حكاية سنوحي (التي كُتبت خلال أوائل الأسرة الثانية عشرة)، وهي منقوشة على قطعة من الحجر الجيري في القرن الرابع عشر قبل الميلاد.

### الأسرة السابعة عشر
يشير كاموس، آخر ملوك الأسرة السابعة عشر في طيبة (حوالي 1580-1550 قبل الميلاد)، إلى أبوفيس، ملك الهكسوس، على أنه «زعيم رتنو» في لوحة تشير إلى خلفية كنعانية لملك الهكسوس هذا.

### الأسرة الثامنة عشر
الفاتح لهذه المنطقة هو تحتمس الأول، الذي وصل إلى نهر الفرات في حملته ضد الهكسوس (مطلع القرنين السادس عشر والخامس عشر قبل الميلاد).
نفذ أمنحتب الثاني (حوالي 1450 قبل الميلاد) حملة عقابية في السنة التاسعة من حكمه.
بعد وفاة حتشبسوت، قاد تحتمس الثالث حملته الأولى إلى رتنو، حيث انتصر في معركة مجيدو عام 1457 قبل الميلاد. أخذ تحتمس أطفال كل ملك مهزوم كرهائن. بعد تعليمهم في البلاط المصري، أعيدوا إلى مسقط رأسهم حيث حكموا بموافقة مصر.
في عهد رمسيس الثاني كان التهديد هو الحيثيون. في صيف السنة الرابعة من حكمه (1276 قبل الميلاد) تقدم الجيش الحثي ضد رتنو واستعاد أمورو. قرر رمسيس القتال من أجل السيادة في سوريا، وانتقل عام 1274 م. مع جيش قوامه نحو 20 ألف جندي في المنطقة. على بعد 16 كيلومترًا من مدينة قادش التقى الملك الحثي موطلي الثاني، الذي انسحب فور المعركة.
في السنة الثامنة من حكمه، تعرض رمسيس الثالث لهجمات من شعوب البحر، وبعد معركة بحرية في دلتا النيل ووصفها بالتفصيل تمكن رمسيس من طردهم من مصر، لكنه خسر معركة النفوذ السياسي على رتنو، بسبب استقرار العديد من هذه البلدات واستنزاف المالية العامة.
تم تصوير شعب رتنو في مقبرة الأسرة الثامنة عشر في رخميرع (TT100).

## تصوير في النقوش المصرية

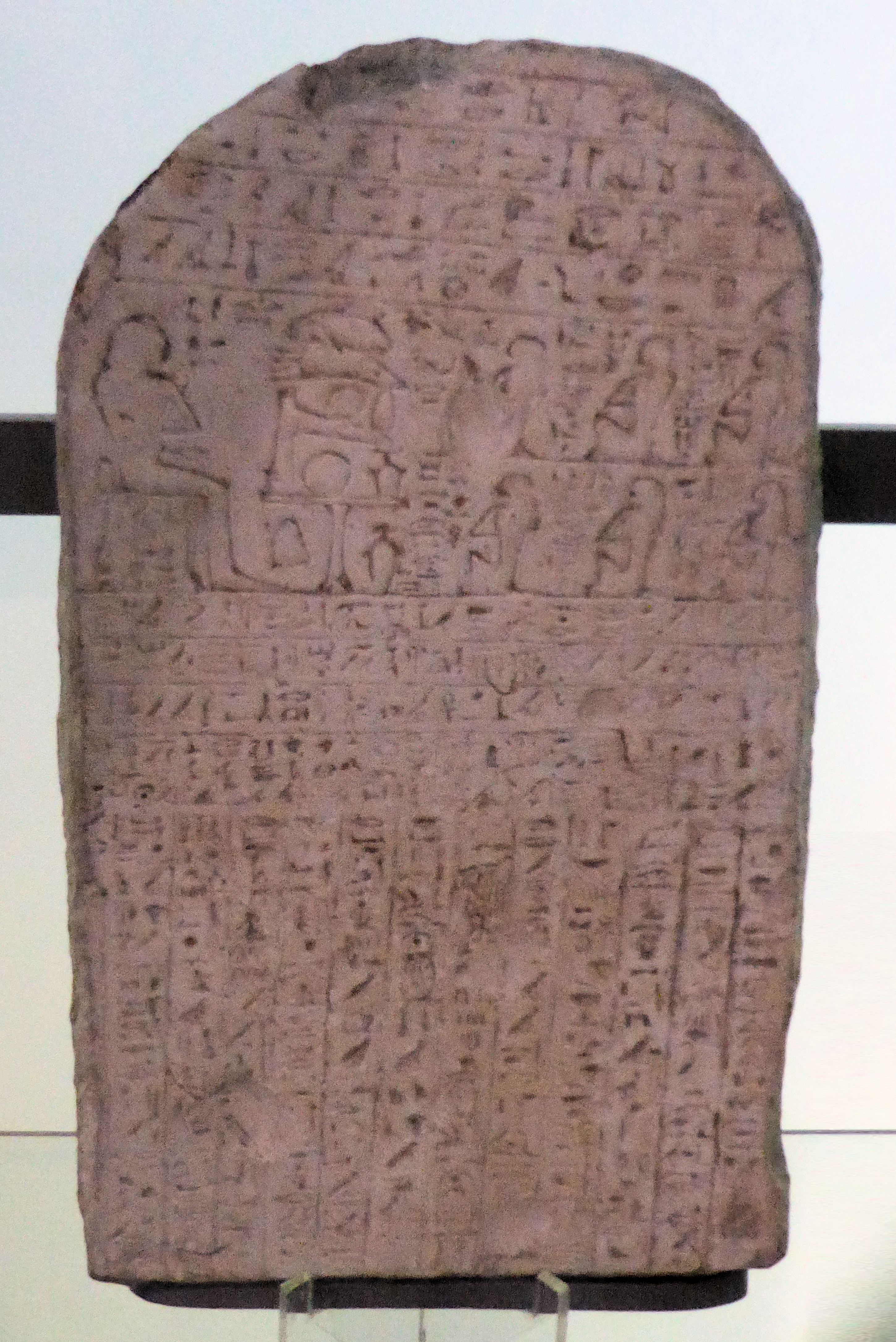
يسجل نصب سبك خو، المؤرخ في عهد سنوسرت الثالث (حكم: 1878-1839 قبل الميلاد)، أول حملة عسكرية مصرية معروفة في بلاد الشام. يقرأ النص "ثم سقط سيكم، مع رتنو البائس"، حيث يُعتقد أن سيكم هو شكيم.
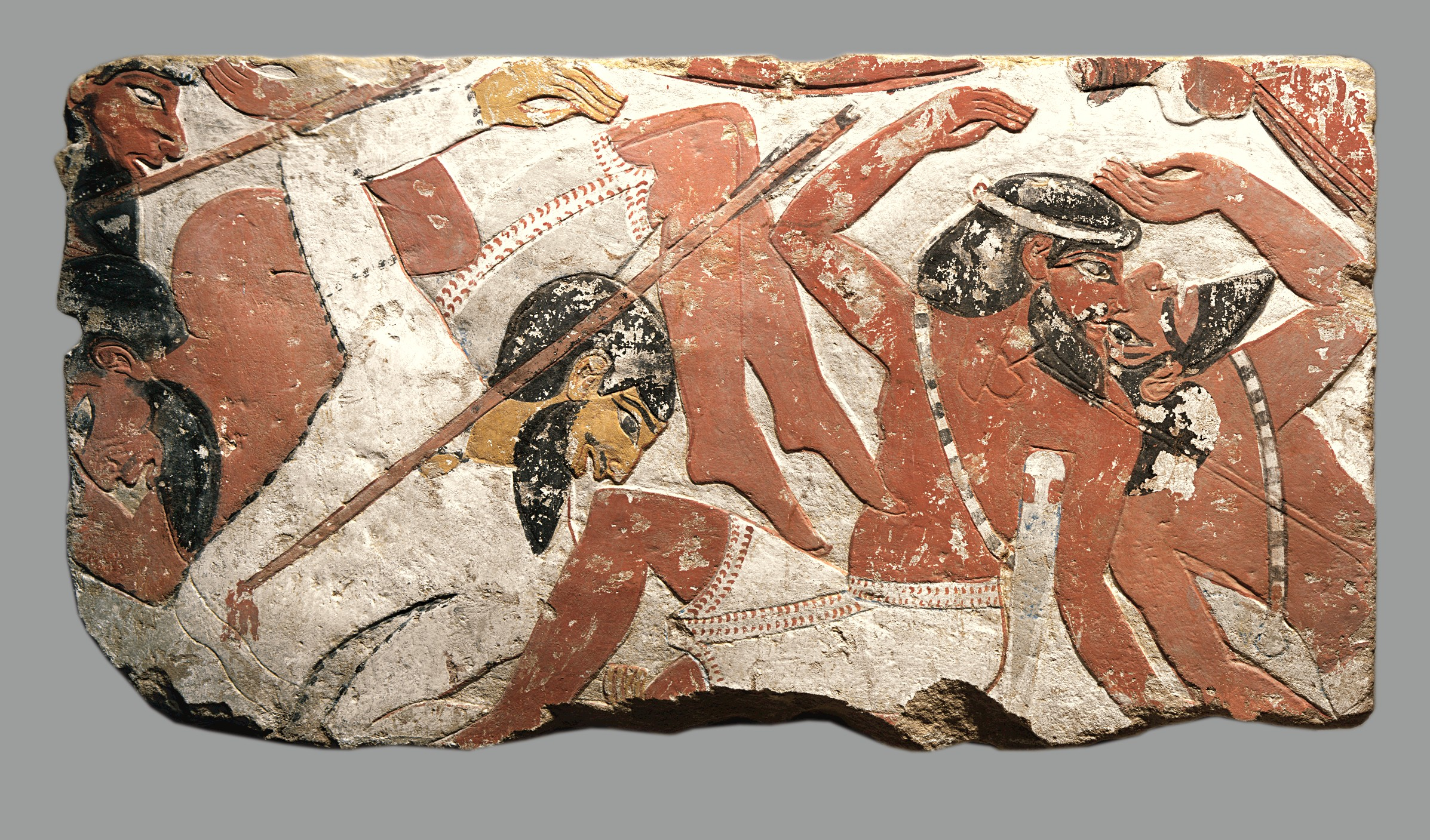
نقوش مصرية تصور معركة ضد غرب آسيا. عهد أمنحتب الثاني، الأسرة الثامنة عشرة، حوالي 1427-1400 قبل الميلاد.
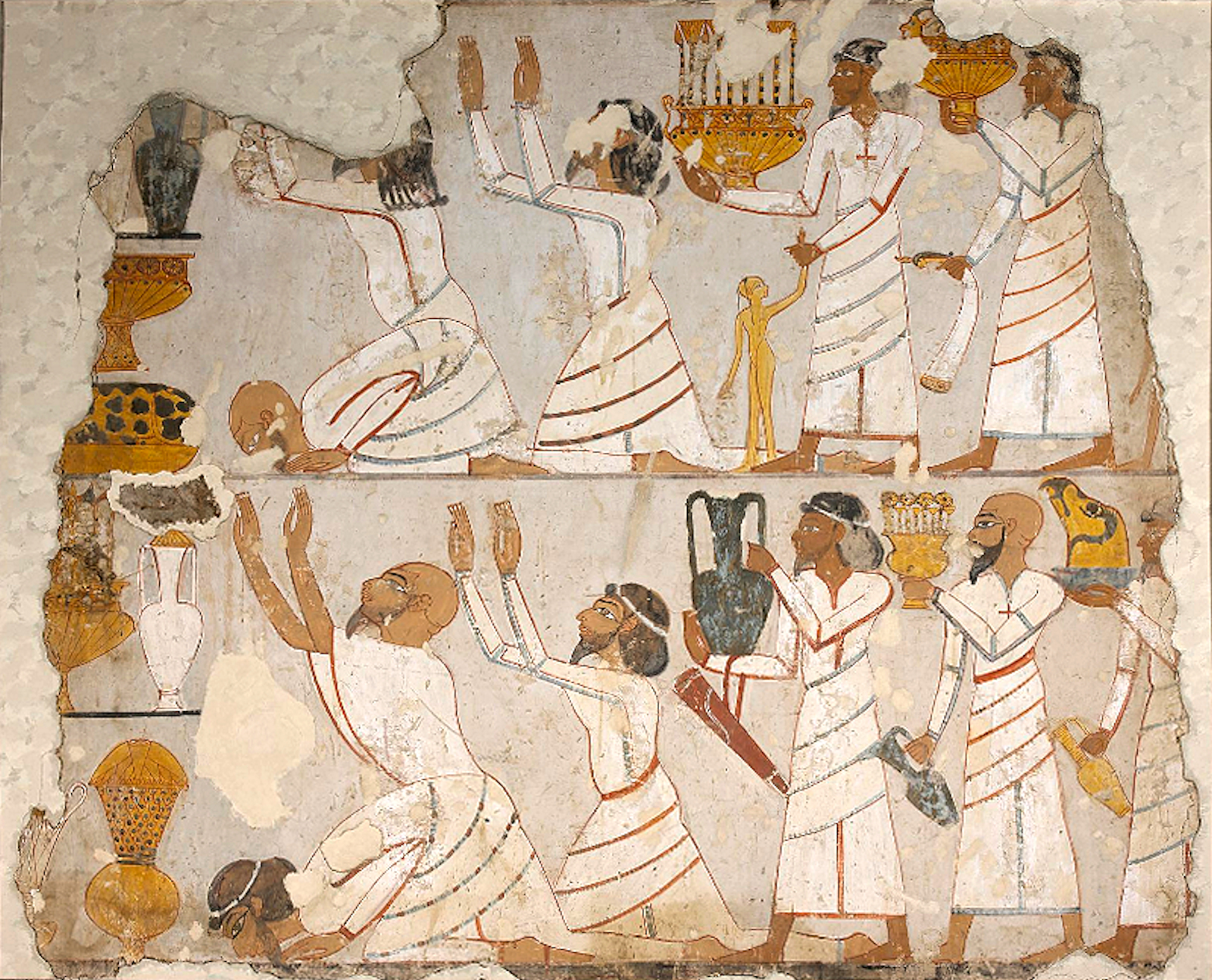
حملة التكريم من غرب آسيا في مقبرة سوبخ حوتب حوالي 1400 قبل الميلاد، في عهد تحتمس الرابع، طيبة. المتحف البريطاني.
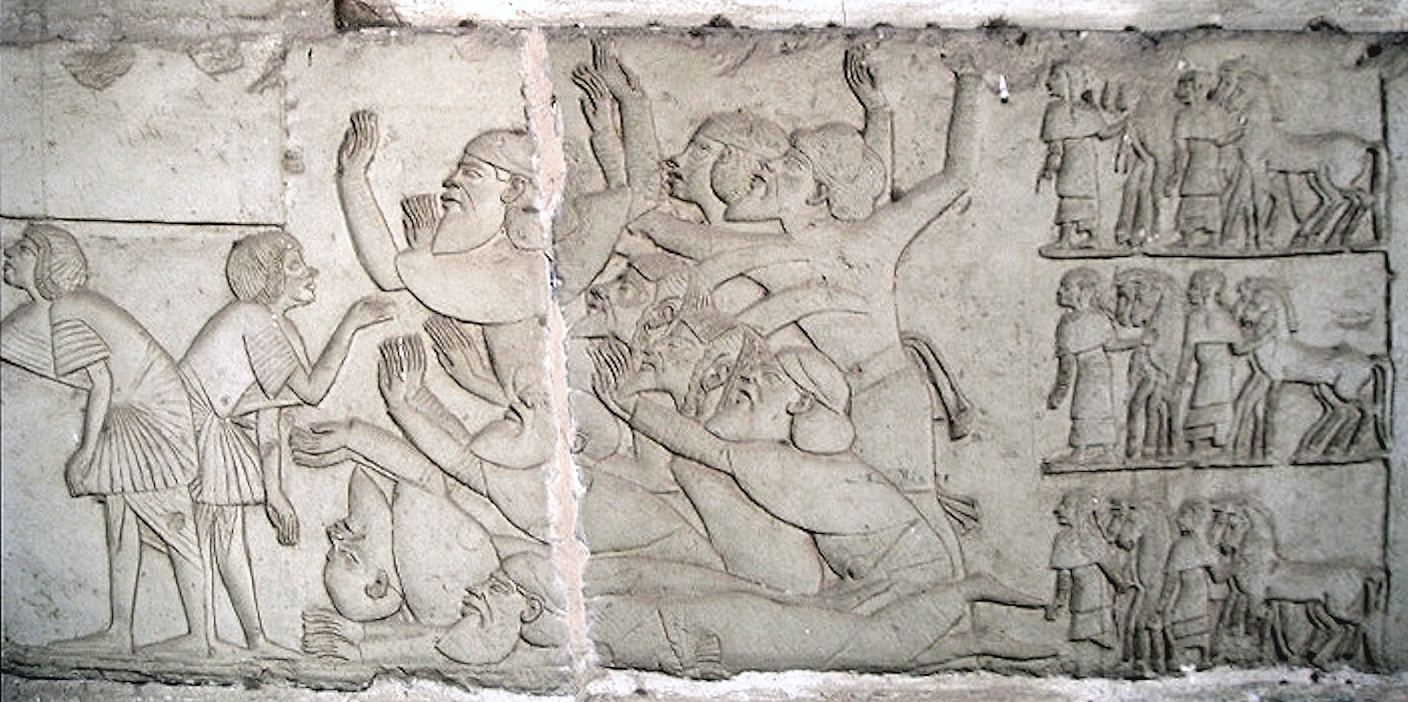
تقديم الآسيويين الغربيين على قبر الملك حورمحب في سقارة، حوالي 1300 قبل الميلاد.
تقديم الآسيويين الغربيين على قبر الملك حورمحب في سقارة، حوالي 1300 قبل الميلاد.
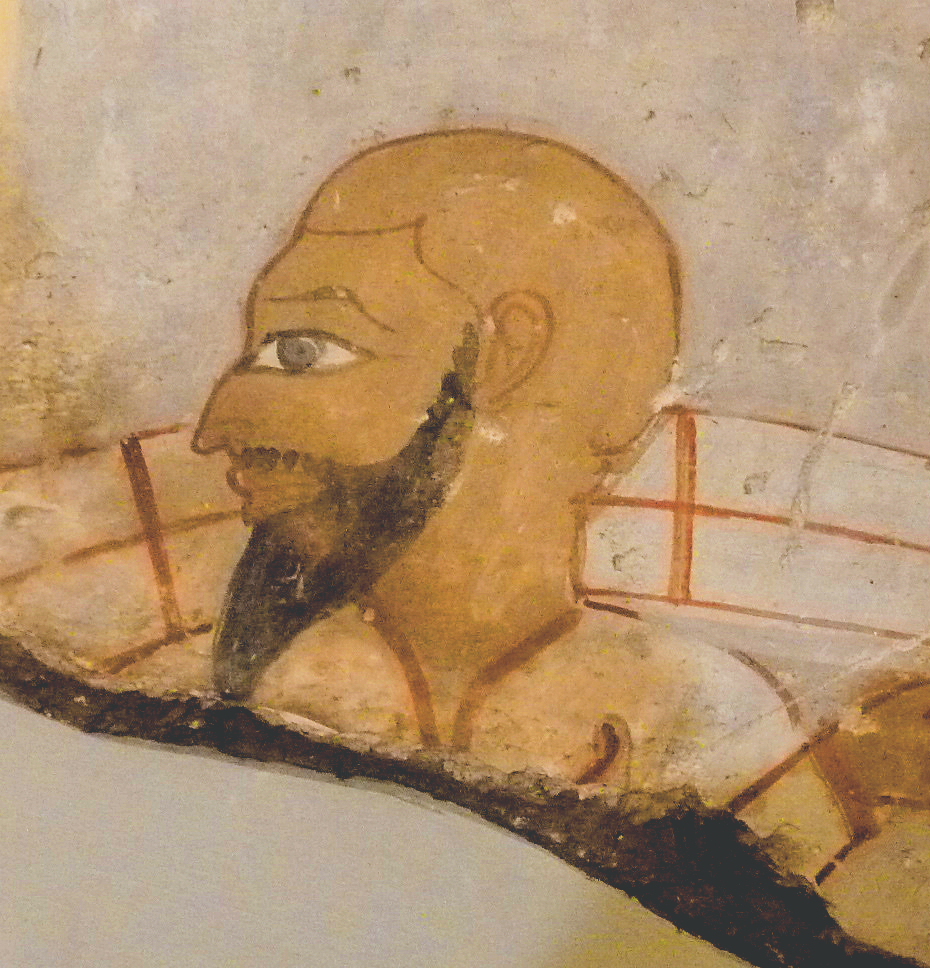
حامل جزية سوري من مقبرة طيبة في عهد الأسرة 18-19.
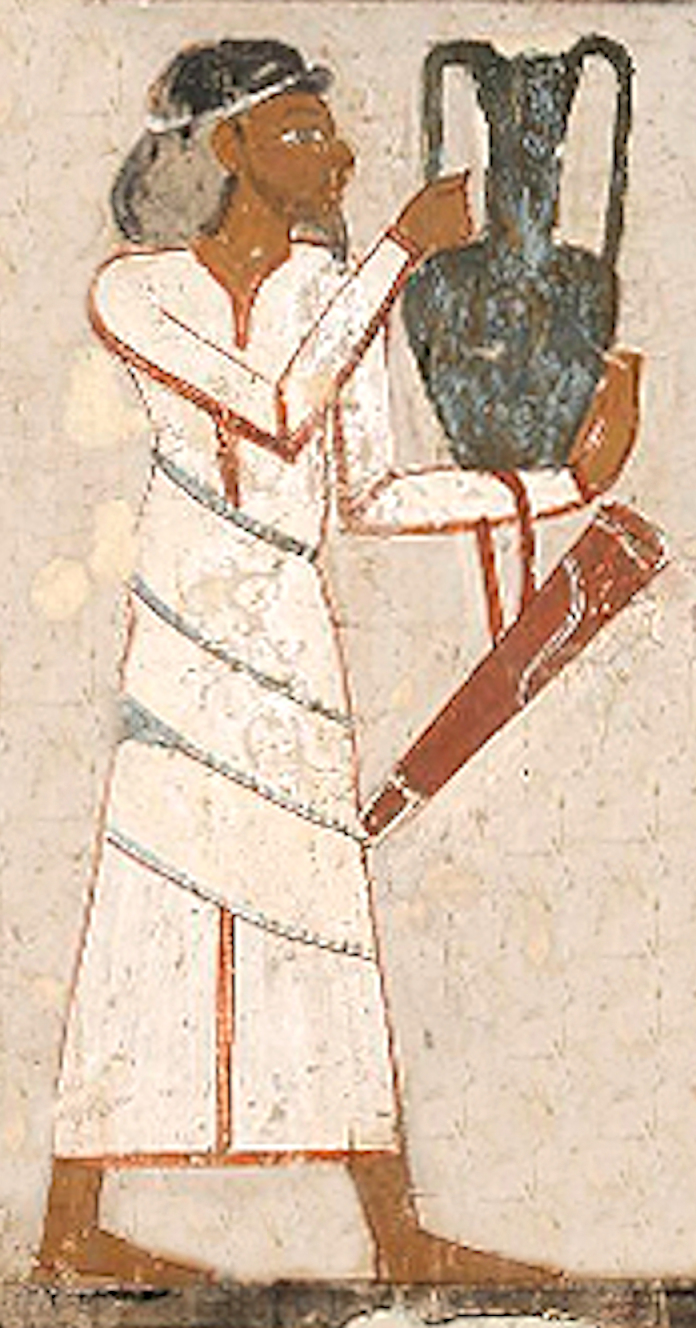
شخص من رتنو مقبرة سوبخ حوتب، الأسرة الثامنة عشر، طيبة.